# テディ・ラクスピンの冒険
テディ・ラクスピンの冒険（The Adventures of Teddy Ruxpin）は、アメリカ合衆国で1986年12月24日から1987年10月23日まで番組販売で放送されたテレビアニメ。本作はアトキンソン・フィルム・アーツ、DICエンターテイメントによる共同制作で、1980年代にワールドオブ・ワンダーという会社が発売した玩具「Teddy Ruxpin」を題材に製作されている。日本では1993年4月3日から7月2日までNHK BS2の衛星アニメ劇場で放送された。

## キャラクター

### メイン
テディ・ラクスピン
声 - フィル・バロン、吹 - 不明
グラビー
声 - ウィル・ライアン、吹 - 不明
ニュートーン
声 - ジョン・ストッカー、吹 - 不明
アーリン王子
声 -  ロバート・ボックスタール、吹 - 不明
アルジア王女
声 - アビー・ハグヤード、吹 - 不明
ウーリー
声 - ビア・コール、吹 - 不明
レオタ
声 - ホリー・ラロック、吹 - 不明
ルイ
声 - ウィル・ライアン、吹 - 不明
バール・ラクスピン
声 - フィル・バロン、吹 - 不明

### マーヴォ(悪役)
Quellor
声 - レス・リー、吹 - 不明

### その他
- 巴菁子（オババ）